# Air Seoul
Air Seoul è una compagnia aerea low cost della Corea del Sud ed è una sussidiaria di Asiana Airlines. La compagnia aerea ha sede nell'Aeroporto Internazionale di Seul-Incheon a Seoul, da cui opera voli verso destinazioni internazionali. Ha avviato le operazioni l'11 luglio 2016.

## Storia
Nel 2014 Asiana Airlines ha preso in considerazione la possibilità di creare un secondo vettore low-cost, oltre ad Air Busan. Gli obiettivi di Air Seoul, erano quelli di rafforzare la competizione di Asiana con le altre compagnia low-cost sudcoreane e migliorare le prestazioni di Asiana in alcuni mercati come il Giappone e la Cina.
La compagnia aerea è stata fondata il 7 aprile 2015 ed ha iniziato le operazioni di volo nel giugno 2016 con volo di prova all'interno del territorio della Corea del Sud; mentre il 5 luglio 2016, il Ministero dei Trasporti sud-coreano ha rilasciato il certificato di operatore aereo.  I voli tra Seoul-Gimpo e Jeju sono iniziati l'11 luglio 2016 mentre quelli per il Giappone nell'ottobre 2016.

## Amministrazione
Air Seoul è una controllata di Asiana Airlines, che detiene il 100% del capitale della compagnia aerea. La sua sede si trova nella Kumho Asiana Main Tower e l'amministratore delegato è Ryu Kwang-hee.

## Flotta

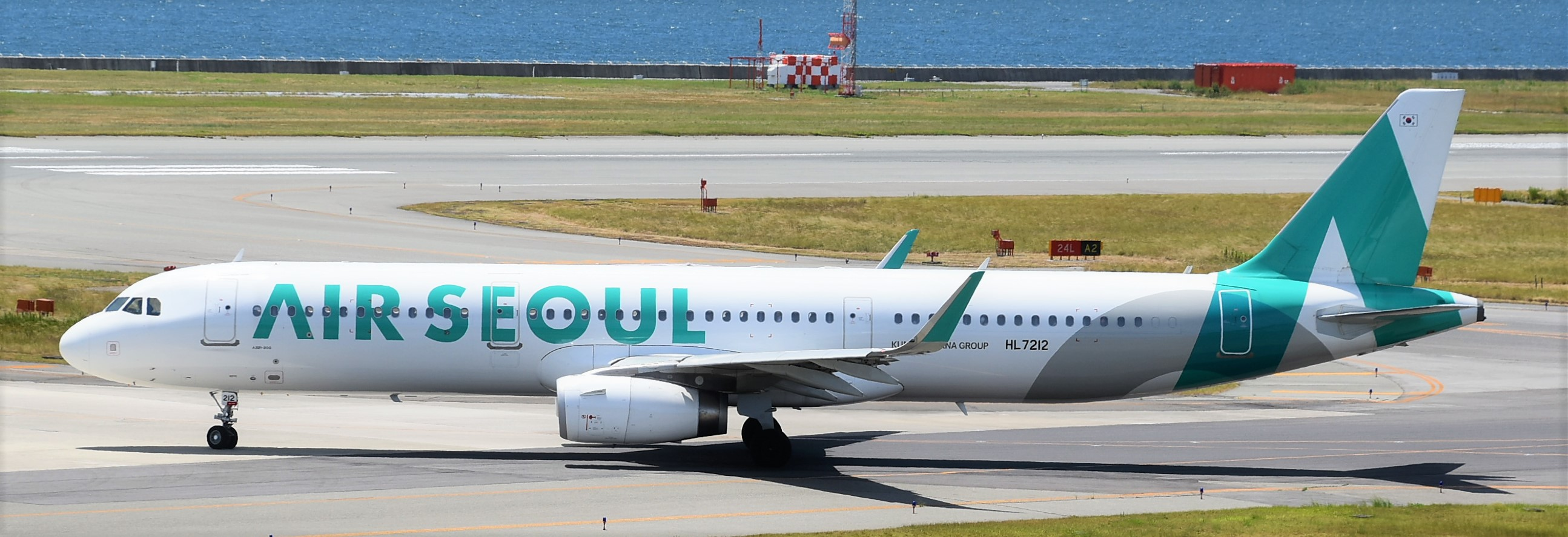
Un Airbus A321-200.

Ad agosto 2024 la flotta di Air Seoul è così composta: